# Christian Navarro
Christian Lee Navarro (Bronx, Nueva York; 21 de agosto de 1991) es un actor estadounidense conocido por interpretar a Tony Padilla en la serie de Netflix 13 Reasons Why

## Biografía
Christian nació y se crio en el Bronx, Nueva York y es de ascendencia puertorriqueña.

## Filmografía

### Cine
| Año  | Título                       | Rol          | Notas |
| ---- | ---------------------------- | ------------ | ----- |
| 2005 | Day of the Dead 2: Contagium | El Infectado |       |
| 2009 | Run It                       | John White   |       |
| 2017 | Bushwick                     | JACINTO      |       |
| 2018 | Can You Ever Forgive Me?     | Kurt         |       |
| 2022 | Prey for the Devil           | Padre Dante  |       |

### Televisión
| Año       | Título                       | Rol           | Notas            |
| --------- | ---------------------------- | ------------- | ---------------- |
| 2007      | Law & Order: Criminal Intent | Paco Mendoza  | 1 episodio       |
| 2013      | Blue Bloods                  | Uniform #1    | 1 episodio       |
| 2014      | Taxi Brooklyn                | Waiter Bobby  | 1 episodio       |
| 2014      | The Affair                   | Jed           | 1 episodio       |
| 2015      | Rosewood                     | Carlos Gómez  | 1 episodio       |
| 2016      | Vinyl                        | Jorge         | 4 episodios      |
| 2016      | The Tick                     | Compañero     | 1 episodio       |
| 2017–2020 | 13 Reasons Why               | Tony Padilla  | Elenco principal |
| 2022      | Law and Order: SVU           | Carlos Guzmán |                  |